# Chrysopogon crabroniformis
Chrysopogon crabroniformis är en tvåvingeart som beskrevs av Roder 1881. Chrysopogon crabroniformis ingår i släktet Chrysopogon och familjen rovflugor. Inga underarter finns listade i Catalogue of Life.